# پت فرای
پت فرای (انگلیسی: Pat Fry) یک اتومبیل‌ران فرمول ۱ اهل ایالات متحده آمریکا بود.